# Příslušenství

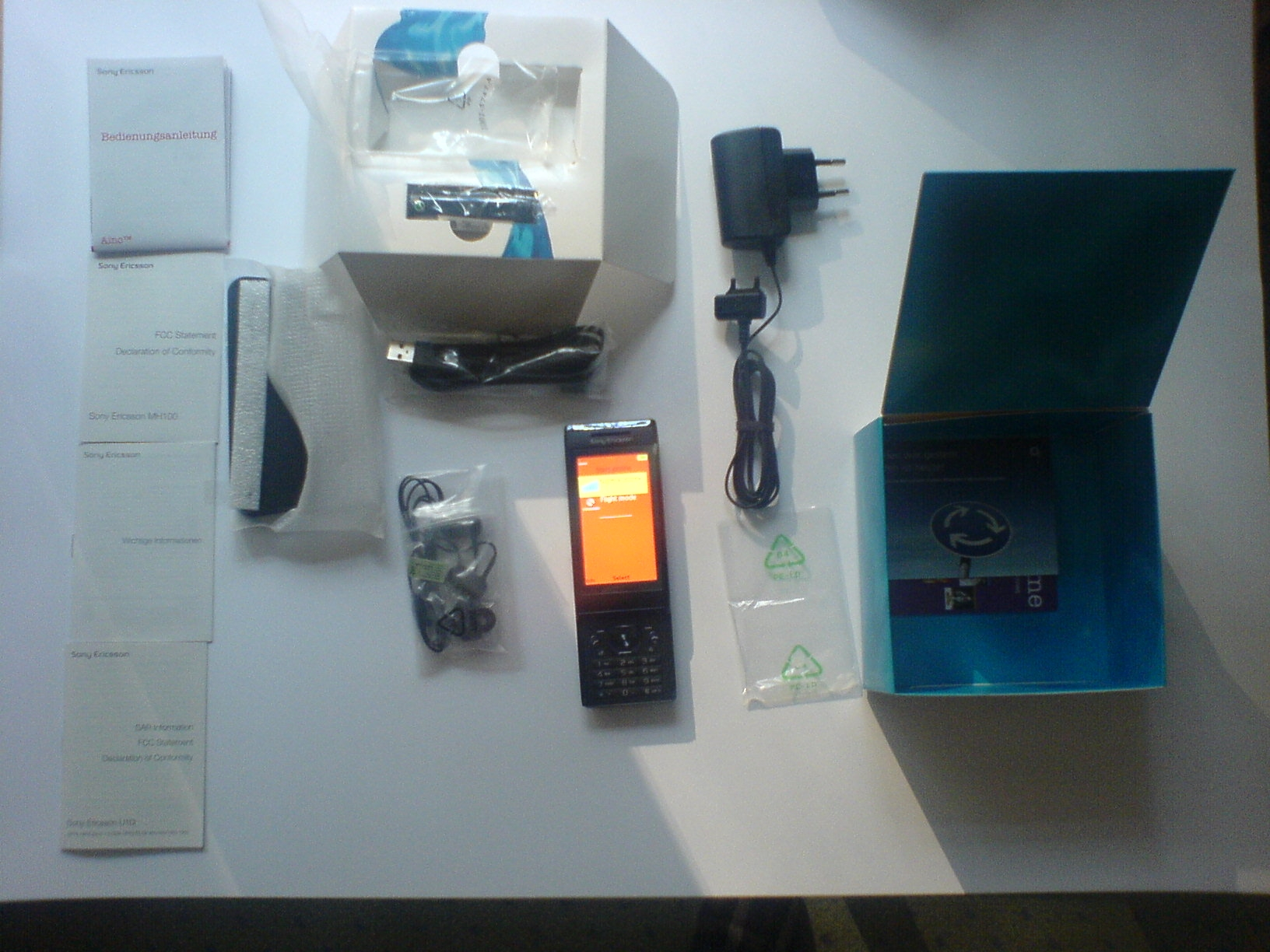
Telefon značky Sony Ericsson s příslušenstvím.

Příslušenství věci je právní označení věci či subjektivního práva, které není zcela samostatné, ale které přináleží k tzv. věci hlavní. Nejde o objektivně nesamostatnou součást jiné věci, nýbrž (ne)samostatnost příslušenství věci je dána subjektivním rozhodnutím vlastníka věci hlavní, jestliže určil, že věc vedlejší má být s věcí hlavní trvale užívána a sdílet její osud. Podle ustanovení § 510 odst. 1 zákona č. 89/2012 Sb., občanský zákoník, platí: "Příslušenství věci je vedlejší věc vlastníka u věci hlavní, je-li účelem vedlejší věci, aby se jí trvale užívalo společně s hlavní věcí v rámci jejich hospodářského určení. Byla-li vedlejší věc od hlavní věci přechodně odloučena, nepřestává být příslušenstvím."
Příslušenství bytu je zcela odlišný pojem s jiným významem. Podle ustanovení § 121 odst. 2 zákona č. 40/1964 Sb. platilo: "Příslušenstvím bytu jsou vedlejší místnosti a prostory určené k tomu, aby byly s bytem užívány". Příslušenství bytu tedy podle definice není součástí bytu - to je pojmově vyloučeno. Pokud by totiž tyto místnosti a prostory měly být součástí bytu (podle § 121 odst. 1 zákona č. 40/1964 Sb., nyní podle § 510 odst. 1 zákona č. 89/2012 Sb.), nemohou zároveň být jeho příslušenstvím. Místnosti bytu jsou vždy součástí bytu, nikoliv příslušenstvím bytu.
Příslušenství bytu může být dvojího druhu: společně užívané nebo výlučně užívané.
- příslušenství bytu společně užívané, v panelové výstavbě typicky například kočárkárna, prádelna, sušárna, kolárna, společný balkon či společná terasa;
- ve starých pavlačových domech mohlo společné příslušenství bytů přístupných z pavlače (ochozu) sestávat ze společně užívaných místností mimo byt: společné WC, koupelna, prádelna, společná kuchyně, společný sklep na uhlí;
- příslušenství bytu výlučně užívané s bytem může být jakákoliv místnost či prostor mimo byt, jestliže je určen (nájemní smlouvou, nebo prohlášením vlastníka budovy) k tomu, aby byl s bytem užíván.

Rozhodující je, že legální definice příslušenství bytu neobsahuje (na rozdíl od "příslušenství věci") žádné určení vlastníka. Může tedy platit, že příslušenství bytu má odlišného vlastníka nežli byt (jednotka). Typicky v domě rozděleném na jednotky je každý byt ve vlastnictví vlastníka jednotky; příslušenství tohoto bytu (a to i výlučně užívané) však je zpravidla společnou částí domu. 
Příslušenstvím pohledávky pak jsou vždy úroky, úroky z prodlení a náklady spojené s jejím uplatněním. Např. smluvní pokuta tedy příslušenstvím pohledávky není.
Podle staré právní zásady, kterou předjímá i občanský zákoník, příslušenství věci vždy následovalo osud věci hlavní, tedy pokud došlo k postoupení věci hlavní, bylo vždy s ní postoupeno i příslušenství věci. V českém právu to však jednoznačně platilo jen pro příslušenství pohledávky. V otázce příslušenství věci byla soudní praxe dříve nejednoznačná,  později se však ustálila na názoru, že k převodu i příslušenství věci musí být jednoznačně vyjádřená vůle, jinak přechází jen věc hlavní.
Nejednoznačnost judikatorních výkladů byla odstraněna zákonem č. 89/2012 Sb., občanský zákoník. Podle § 510 odst. 2 platí: "Má se za to, že se právní jednání a práva i povinnosti týkající se hlavní věci týkají i jejího příslušenství."